# Kenny Dyer
Kenny Dyer (Londra, 7 settembre 1964) è un allenatore di calcio ed ex calciatore montserratiano, di ruolo centrocampista.

## Carriera
Dal 2008 al 2013 è stato il commissario tecnico della Nazionale di Montserrat, oltre ad esserne stato un giocatore fino al 2010.

## Palmarès

### Giocatore

#### Competizioni nazionali
- Coppa di Cipro: 1

Nea Salamis: 1989-1990
- Supercoppa di Cipro: 1

Nea Salamis: 1990